# Mastigodryas
Mastigodryas — рід змій родини полозових (Colubridae). Представники цього роду мешкають в Мексиці, Центральній і Південній Америці та на Карибах.

## Опис
Загальна довжина представників роду Mastigodryas коливається від 53 см до 2 м. Вони мають невелику голову з вузькою мордою, великі очі з округлими зіницями, стрункий, потужний тулуб. Забарвлення переважно жовтувате, сіре, синювате, кремове з численними коричневими, бурими, чорними поздовжніми смугами або плямами неправильної форми. Низка видів мають схожість з отруйними ботропсами, як засіб захисту від ворогів.
Представники роду Mastigodryas зазвичай живуть у вологих тропічних лісах, поблизу водойм, на деревах або чагарниках. Ведуть денний спосіб життя. Живляться птахами, ящірками, земноводними, гризунами. Відкладають яйця.

## Види
Рід Mastigodryas нараховує 13 видів:
- Mastigodryas alternatus (Bocourt, 1884)
- Mastigodryas amarali (L.C. Stuart, 1938)
- Mastigodryas boddaerti (Sentzen, 1796)
- Mastigodryas bruesi (Barbour, 1914)
- Mastigodryas cliftoni (Hardy, 1964)
- Mastigodryas danieli Amaral, 1935
- Mastigodryas dorsalis (Bocourt, 1890)
- Mastigodryas heathii (Cope, 1876)
- Mastigodryas melanolomus (Cope, 1868)
- Mastigodryas moratoi Montingelli & Zaher, 2011
- Mastigodryas pleii (A.M.C. Duméril, Bibron & A.H.A. Duméril, 1854)
- Mastigodryas pulchriceps (Cope, 1868)
- Mastigodryas reticulatus (W. Peters, 1863)

## Етимологія
Наукова назва роду Mastigodryas походить від сполучення слів дав.-гр. μαστιξ — батіг і δρυς — дерево, дуб. 